# Желтушка ракитниковая
Желтушка ракитниковая, или желтушка мирмидона (лат. Colias myrmidone) — дневная бабочка из рода желтушки (Colias) в составе семейства белянок.

## Описание
Длина переднего крыла 23—28 мм. Размах крыльев 45—55 мм. Основной фон крыльев оранжевый либо тёмно-жёлтый. Нижняя сторона крыльев у самца — ярко-жёлтый, у самки — жёлтый. Передние крылья на вершине дискальной ячейки с одиночными чёрными пятнышками. Задние крылья самца имеют фиолетовый отлив. У обоих полов по краю крыльев проходит чёрная кайма, у самки — более широкая и несущая желтые прикраевые пятнышки.

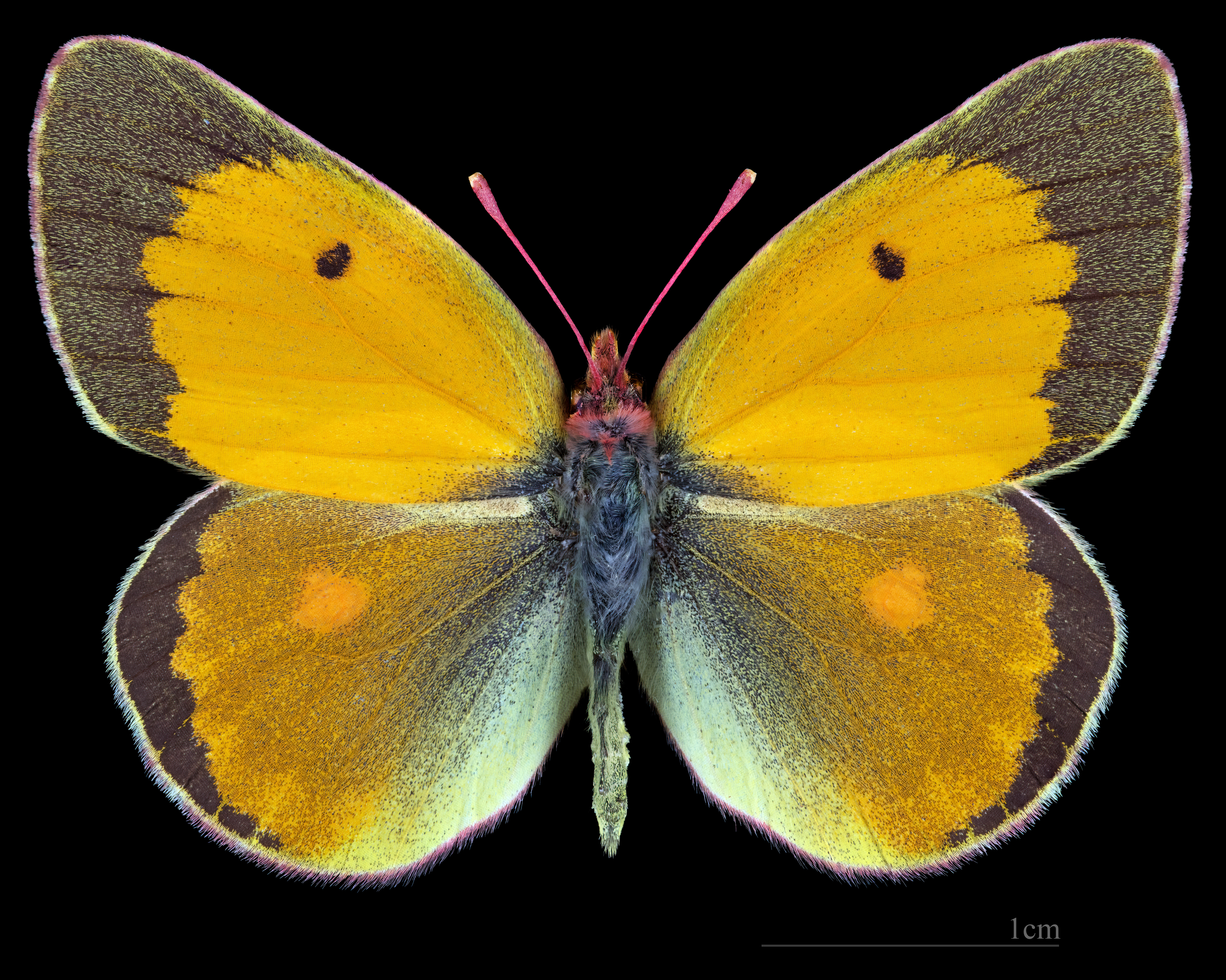
Colias myrmidone   ♂
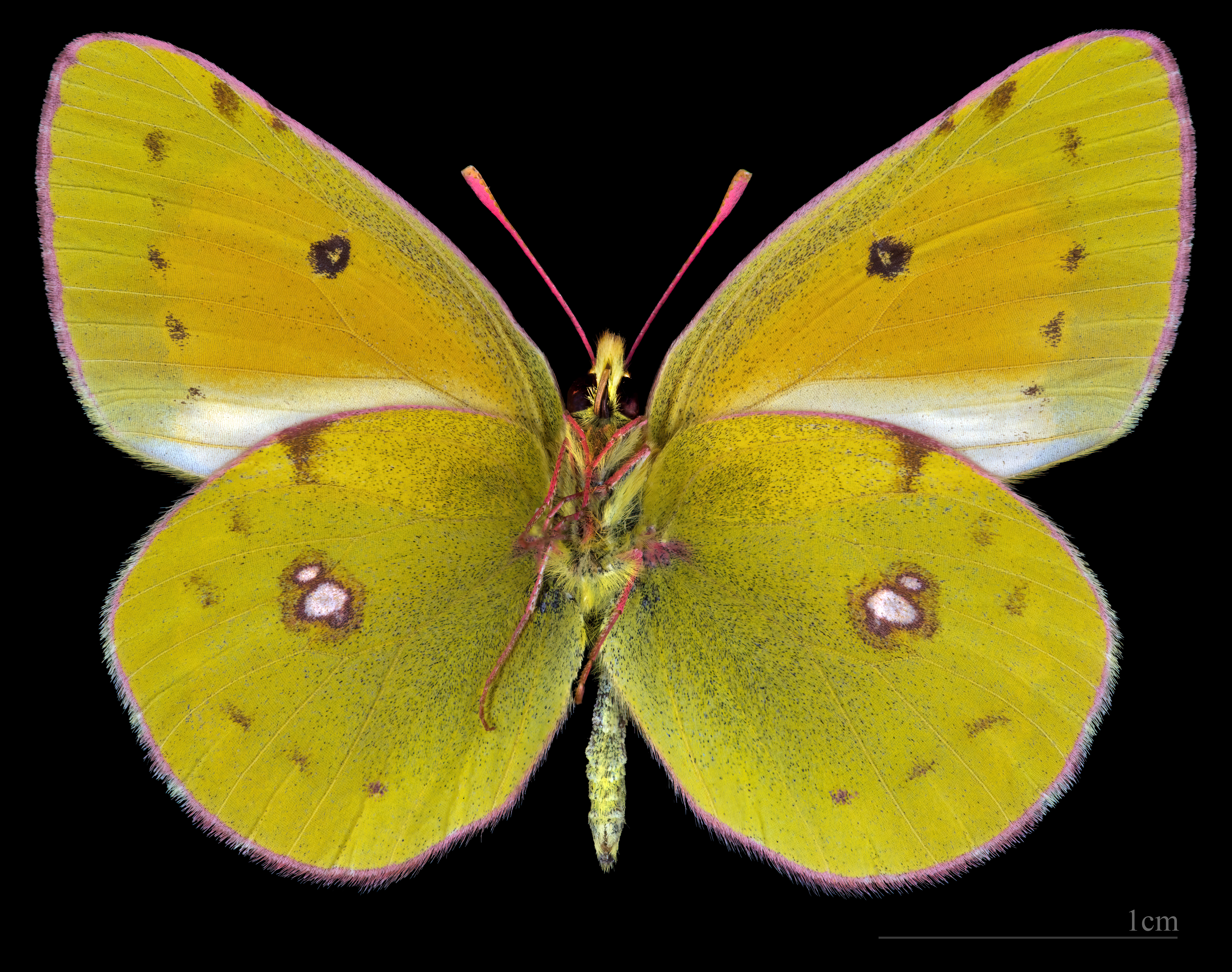
Colias myrmidone   ♂   △
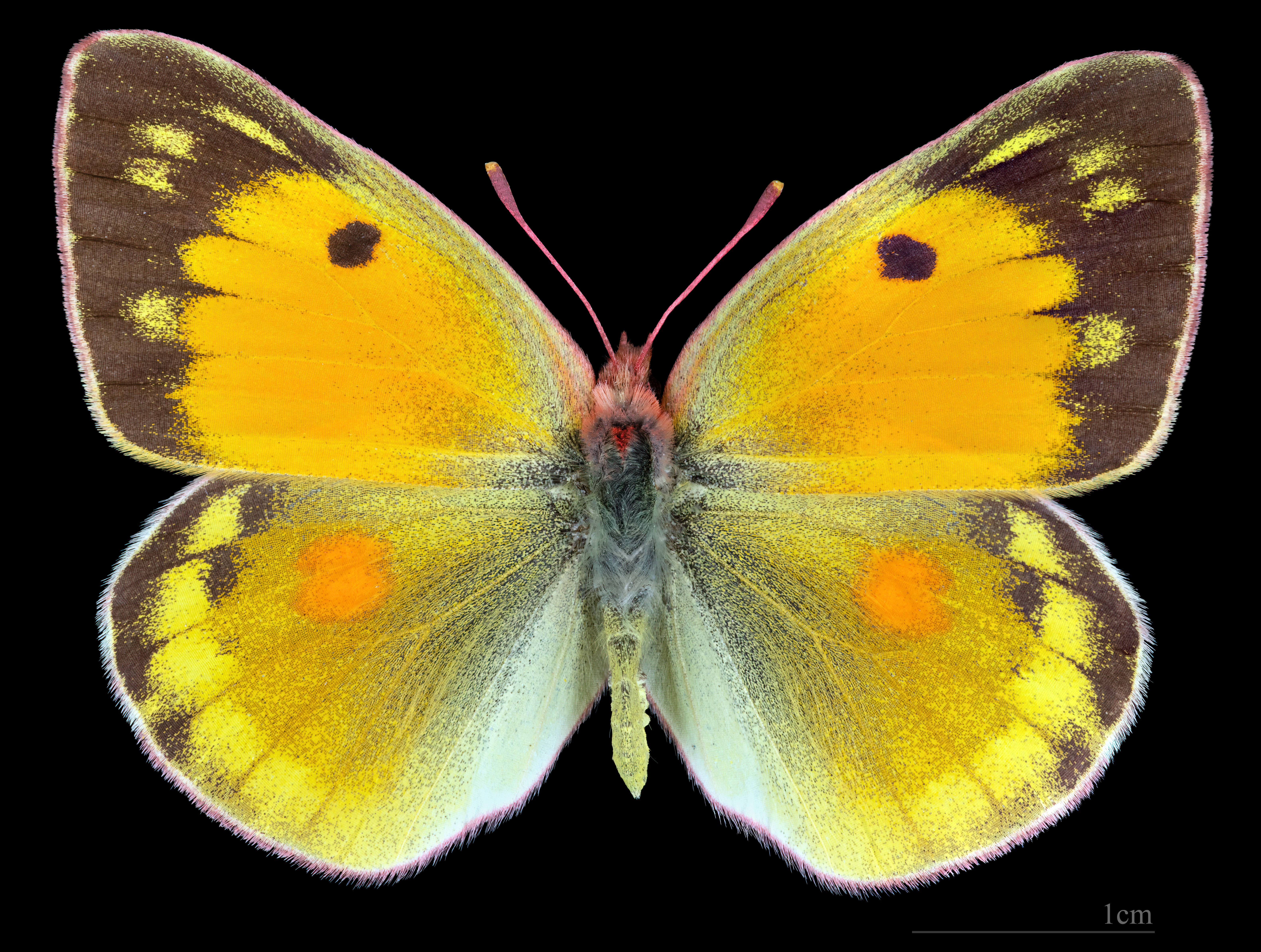
Colias myrmidone ♀
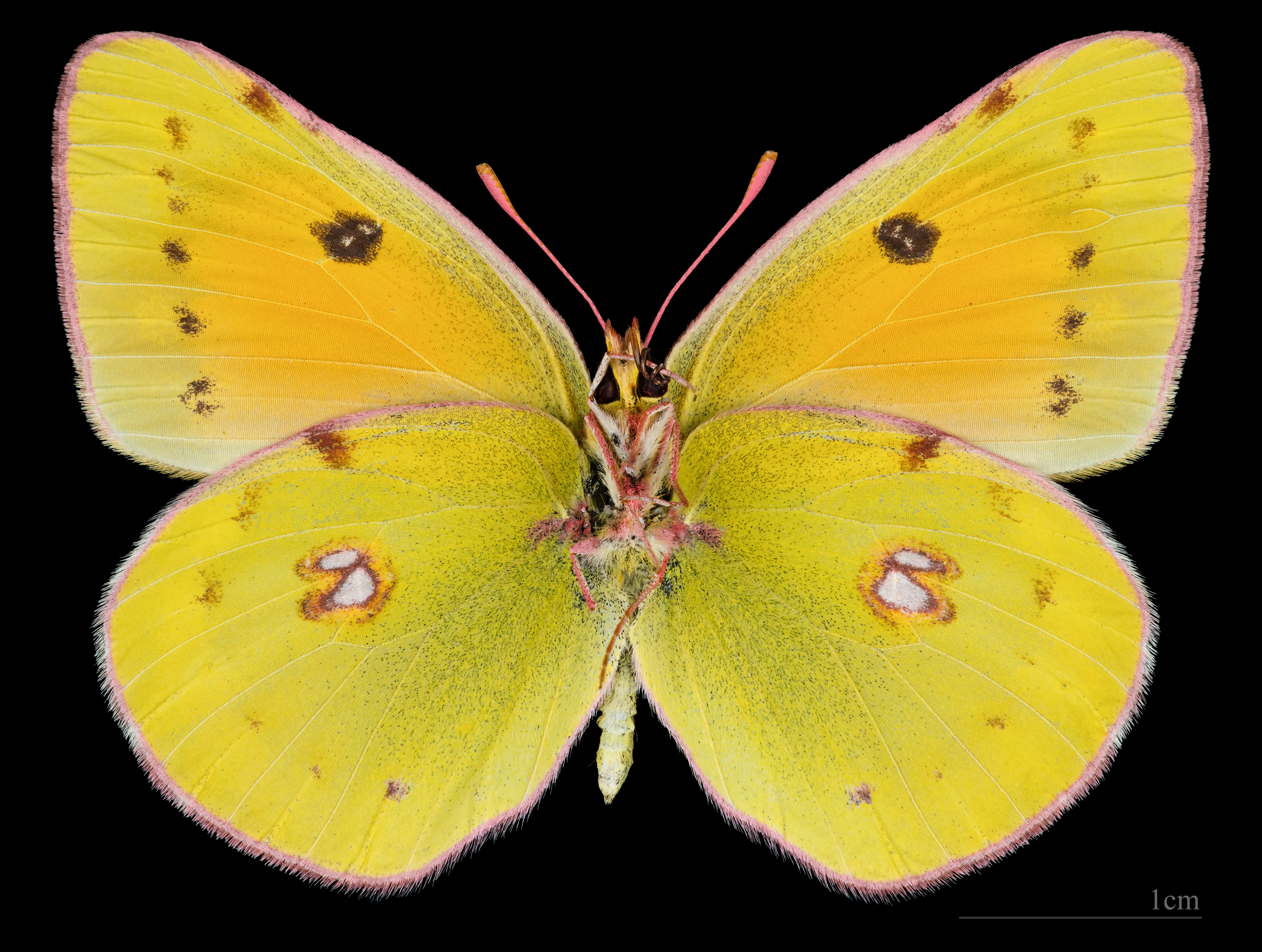
Colias myrmidone ♀ △

## Ареал
Центральная и Восточная Европа, Северо-западный Казахстан. В Восточной Европе западная граница ареала проходит по центру Польши, где вид встречается локально, а далее на юг встречается по северным Карпатам. Имеются данные о находках в Венгрии, румынской Молдавии и Трансильвании, севере Молдовы. Вид довольно обычен на юге Беларуси и на севере Украины, локально встречается в средней полосе России. Далее на восток спорадично встречается на юге Среднерусской возвышенности и Южного Урала. На юго-востоке ареал охватывает степи Придонья.

## Местообитание
Встречается на опушках и просеках в широколиственных и смешанных лесах, на севере ареала встречается в сухих сосняках. Чаще встречается в районах известняковых выходов.

## Биология
В Восточной Европе развивается в двух поколениях. Время лёта первого поколения происходит с середины апреля (на севере ареала — с мая) до конца июня; второго поколения — с середины июля до конца августа. На юге ареала может отмечаться третье поколение, бабочки которого летают в конце сентября — начале октября.
Гусеница зелёного цвета с более тёмной линией, проходящей на спине и желтоватой на боку. Зимует взрослая гусеница или куколка.
Кормовые растения гусениц — ракитник, ракитник регенсбургский (Cytisus ratisbonensis), клевером.